# Pavol Barabáš
Pavol Barabáš (* 13. září 1959 Trenčín) je slovenský režisér, scenárista a cestovatel. Jeho dokumentární snímky se zaměřují na život lidí v extrémních podmínkách v nejodlehlejších oblastech světa nebo mají horskou či sportovní tematiku. Za svoje filmy obdržel stovky ocenění na domácích i zahraničních festivalech.

## Filmografie
Výběr oceněných filmů na festivalech
- Vábení výšek (2017)
- Sloboda pod nákladom (2016)
- Suri (2015)
- Žít pro vášeň (2014)
- Stopy na hrebeni (2013)
- Hledači stínu (2013)
- Příběhy tatranských štítů (2011 - 2013)
- Pygmejové, děti džungle (2011)
- Železná díra (2011)
- Mongolsko - Ve stínu Čingischána (2010)
- Carstensz - Sedmá hora (2008)
- Neznáma Antarktída (2007)
- Tepuy - Cesta do hlbín Zeme (2007)
- Pururambo - prales, kde se zastavil čas (2005)
- Amazonia Vertical (2004)
- Expedícia Sibír (2001)
- Tajuplné Mamberamo (2000)
- 118 Dní v zajatí ľadu (1998)
- Karakoram Highway (1995)